# Charleen Poindl
Charleen Poindl (* 2. Januar 2009) ist eine deutsche Eishockeyspielerin, die derzeit für den ES Weißwasser spielt. 
Poindl begann mit ihrer Eishockey-Karriere beim ES Weißwasser. Mit 13 Jahren wurde Poindl das erste Mal für das U16-Nationalteam gesichtet. Mit 14 Jahren debütierte sie in der U18-Nationalmannschaft. Im November 2024 lief sie erstmals für die Nationalmannschaft der Frauen auf. Derzeit ist sie an die Eisbären Juniors Berlin ausgeliehen.
Ihr Großonkel Bernd Poindl war ebenfalls Eishockeyprofi. Poindl besucht die Realschule in Weißwasser.